# 응우옌투이까이
응우옌투이까이(Nguyễn Thuý Cải, 1953년 8월 20일 ~ )는 베트남의 가수이다. 2015년 베트남 정부로부터 인민예술가 칭호를 받았다.